# Synodontis woosnami
Synodontis woosnami är en afrikansk, afrotropisk fiskart i ordningen Malartade fiskar som lever i Angola, Botswana, Namibiam Zambia och Zimbabwe. Den är främst nattaktiv. Denna fisk kan bli upp till 20,5 cm lång och lever i knappt 5 år.